# Дулінг (Джорджія)
Дулінг (англ. Dooling) — місто (англ. town) в США, в окрузі Дулі штату Джорджія. Населення — 68 осіб (2020).

## Географія
Дулінг розташований за координатами 32°13′48″ пн. ш. 83°55′44″ зх. д. / 32.23000° пн. ш. 83.92889° зх. д. (32.229976, -83.928924).  За даними Бюро перепису населення США в 2010 році місто мало площу 1,20 км², уся площа — суходіл.

## Демографія
Згідно з переписом 2010 року, у місті мешкали 154 особи в 63 домогосподарствах у складі 38 родин. Густота населення становила 129 осіб/км².  Було 92 помешкання (77/км²).
Расовий склад населення:
| - 65,6 % — чорних або афроамериканців - 23,4 % — білих - 7,1 % — осіб інших рас |

До двох чи більше рас належало 3,9 %. Частка іспаномовних становила 9,7 % від усіх жителів.
За віковим діапазоном населення розподілялося таким чином: 27,3 % — особи молодші 18 років, 56,5 % — особи у віці 18—64 років, 16,2 % — особи у віці 65 років та старші. Медіана віку мешканця становила 42,0 року. На 100 осіб жіночої статі у місті припадало 108,1 чоловіків;  на 100 жінок у віці від 18 років та старших — 100,0 чоловіків також старших 18 років.
За межею бідності перебувало 48,4 % осіб, у тому числі 60,0 % дітей у віці до 18 років та 30,4 % осіб у віці 65 років та старших.
Цивільне працевлаштоване населення становило 107 осіб. Основні галузі зайнятості: науковці, спеціалісти, менеджери — 39,3 %, будівництво — 29,0 %, мистецтво, розваги та відпочинок — 8,4 %, освіта, охорона здоров'я та соціальна допомога — 8,4 %.